# 奉免町
奉免町（ほうめまち/ほうめんまち）は千葉県市川市の地名。住居表示未実施。郵便番号は272-0803。

## 地理
市川市北部に位置する。東・北は柏井町、西は南大野、南は北方町と接している。主に住宅地として利用されるが、緑地も残されている。東側をJR武蔵野線が通る。

### 小字
ここでは、1951年当時存在した小字を北から列挙する。
- 倉沢
- 山ノ下
- 迎山
- 貝ノ花

## 歴史

### 地名の由来

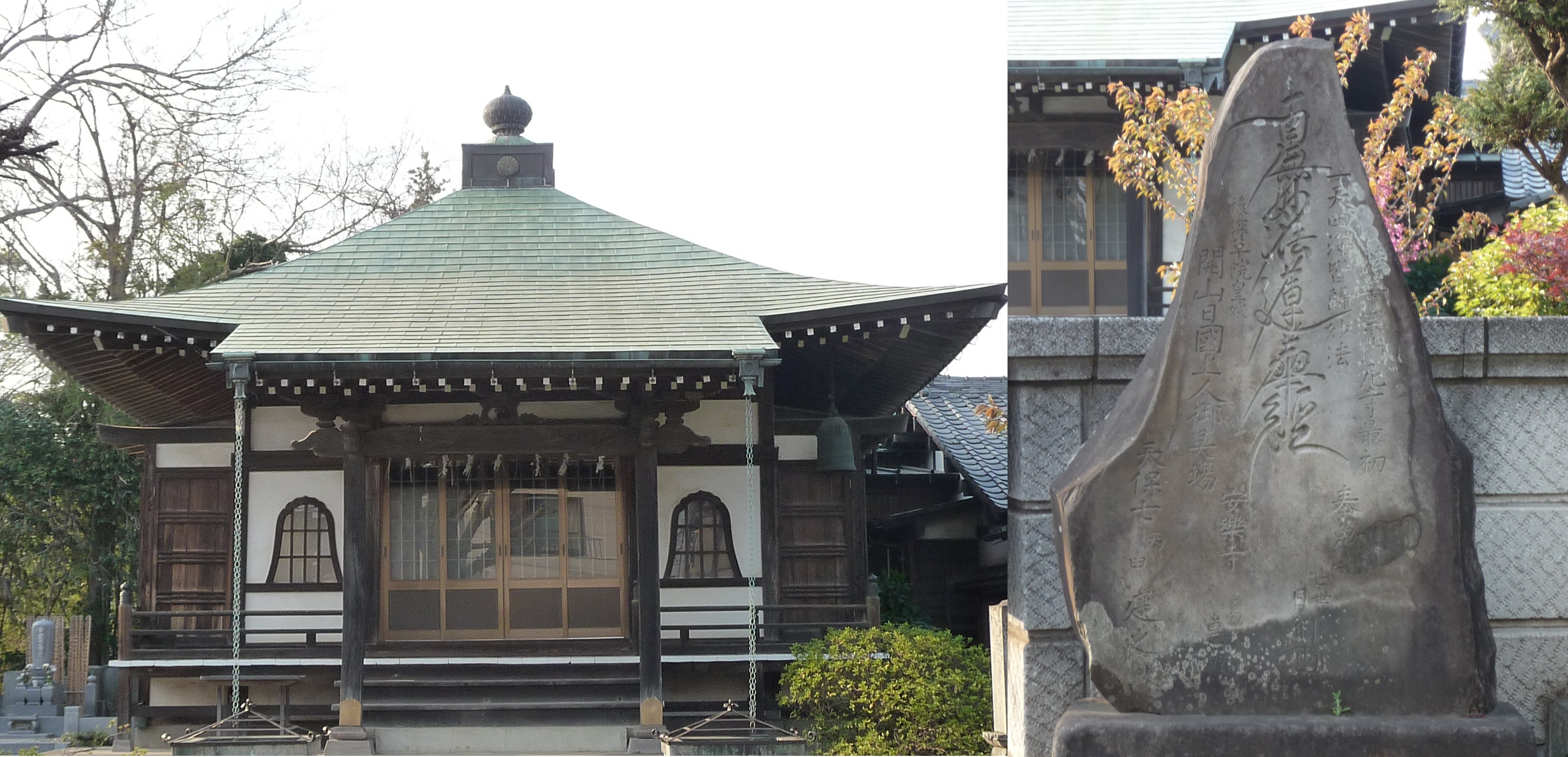
奉免山安楽寺と門前の碑

鎌倉時代のことである。難病を患った娘が乳母と共にこの地にたどりつき住み着いた。村人が不審に思い役人に知らせると、しばらくしてその娘は畏くも常磐井殿の姫宮、つまり後深草上皇の皇女であることが判った。そこで鎌倉幕府は村の年貢の奉納を免ずる代わりにこの姫宮の面倒をみるように命じた。かくして村は「奉免」されたのである。こののち姫宮は若宮中山法華経寺の日蓮の説教に接し、病が治ったあともこれに帰依すること篤く、やがて日蓮宗門で最初となる尼寺「奉免山安楽寺」を開山するに至った。皇室ゆかりの寺として、安楽寺の寺紋は菊の御紋となっている。

### 沿革
- 1869年（明治2年） - 葛飾県葛飾郡奉免村となる。
- 1871年（明治4年） - 廃藩置県、県の統合により印旛県葛飾郡奉免村となる。
- 1873年（明治6年） - 県の統合及び、郡の分割により千葉県東葛飾郡奉免村となる。
- 1889年（明治22年） - 東葛飾郡大野村、柏井村、大町新田と合併し、東葛飾郡大柏村大字奉免となる。
- 1949年（昭和24年）11月3日 - 市川市に編入。市川市大字奉免となる。
- 1951年（昭和26年）12月1日 - 市内の大字を町に変更。それに伴い、市川市奉免町となる。

### 地名の変遷
| 実施後 | 実施年月日    | 実施前（各町名ともその一部） |
| ------ | ------------- | ---------------------------- |
| 奉免町 | 1951年12月1日 | 奉免                         |

### 地名の読み
奉免町の読みについては、「ほうめまち」とする資料と「ほうめんまち」とする資料がある。市川市博物館友の会・市川市教育委員会編『市川市の町名』（1987）には、いずれの読み方もあるとされている。
郵便番号一覧表やインターネット上の地図サイトでは「ほうめまち」の読みを採用しているが、市川市教育センター編の社会科副読本『わたしたちの市川』、『角川日本地名大辞典 千葉県』（角川書店、1984）、『日本歴史地名大系 千葉県の地名』（平凡社、1996）などは「ほうめんまち」の読みを採用している。松戸市本土寺の過去帳には、文明3年（1471年）の記載に「ホウメン」という地名がある。

## 世帯数と人口
2017年（平成29年）9月30日現在の世帯数と人口は以下の通りである。
| 町丁   | 世帯数  | 人口    |
| ------ | ------- | ------- |
| 奉免町 | 666世帯 | 1,547人 |

## 小・中学校の学区
市立小・中学校に通う場合、学区は以下の通りとなる。
| 番地 | 小学校             | 中学校             |
| ---- | ------------------ | ------------------ |
| 全域 | 市川市立柏井小学校 | 市川市立第五中学校 |

## 施設
- 神明神社
- 安楽寺